# Porphyrinia derogata
Porphyrinia derogata är en fjärilsart som beskrevs av Walker 1857. Porphyrinia derogata ingår i släktet Porphyrinia och familjen nattflyn. Inga underarter finns listade i Catalogue of Life.